# Кульчицы
Кульчицы (укр. Кульчиці) — село в Ралевской сельской общине Самборского района Львовской области Украины.
Население по переписи 2001 года составляло 1639 человек. Занимает площадь 25,4 км². Почтовый индекс — 81476. Телефонный код — 3236.

## История
Село на протяжении многих веков принадлежало шляхетскому роду Кульчицких, герба Сас.

## Персоналии
Из села Кульчицы происходят три казацких гетмана и герой обороны Вены (1683) Юрий-Франц Кульчицкий.
- Пётр Конашевич Сагайдачный (1570—1622) — кошевой атаман Войска Запорожского, Гетман Его королевской милости Войска Запорожского.
- Марк Жмайло (? — ?) — казацкий гетман, возглавлял восстание 1625 г.
- Павлюк (Бут) (? —1638) — гетман нереестрового казачества 1636—1637 гг. возглавлял восстание.
- Елена Кульчицкая (1877—1967) — украинская художница, график.
- Юрий-Франц Кульчицкий (1640—1694) — герой обороны Вены.
- Кульчицкий, Владимир Семёнович (1919—2009)— украинский юрист, историк государства и права, доктор юридических наук, профессор, Заслуженный юрист Украины, член-корреспондент Академии правовых наук Украины.
- Кульчицкий, Игорь Евстафьевич (1941) — украинский футболист и предприниматель[источник не указан 1660 дней].

## Храмы
- церковь Преображения Господнего (УГКЦ)
- церковь Воздвижения Честного и Животворящего Креста Господнего (ПЦУ)
- церковь Мчч. Флора и Лавра (ПЦУ)

## Памятники
- Памятник гетману Сагайдачному (скульпторы М.Посикира, Л.Яремчук, архитектор — М.Федик)
- Музей Петра Сагайдачного
- Памятник Юрию-Францу Кульчицкому
- Могильный курган с. Кульчицы, урочище «Могилки». Возле Кульчиц исследовано 13 курганов эпохи бронзы (III тысячелетие до н. э.), обнаружены остатки поселений эпохи железа VII—VI ст. до н. э.[1][2][3]